# Kenichi Uemura
Kenichi Uemura, född 22 april 1974 i Kumamoto prefektur, Japan, är en japansk tidigare fotbollsspelare.